# Tapera (samhälle i Brasilien, Santa Catarina, Florianópolis, lat -27,69, long -48,55)
Tapera är ett samhälle i Brasilien.   Det ligger i kommunen Florianópolis och delstaten Santa Catarina, i den södra delen av landet, 1 300 km söder om huvudstaden Brasília. Tapera ligger 2 meter över havet och antalet invånare är 1 500. Det ligger på ön Ilha de Santa Catarina.
Terrängen runt Tapera är platt västerut, men österut är den kuperad. Havet är nära Tapera åt nordväst. Runt Tapera är det tätbefolkat, med 331 invånare per kvadratkilometer.. Närmaste större samhälle är Florianópolis, 9,8 km norr om Tapera. 